# Crimebox
Crimebox - Investigation est un jeu de société créé en 2012 par Cymon Kraft et édité par Ludonautes.

## Description
Crimebox Investigation est un jeu de cartes d'enquête et de déduction. Au fur et à mesure de la partie, les cartes que vous allez jouer vont faire apparaître de nouveaux indices sur le crime, de nouveaux éléments de l'enquête. À vous de résoudre l'affaire ! Le jeu contient 117 cartes de différents types.

## Historique
- Première édition française en 2012
- Seconde édition française en 2013
- Première édition Allemande en 2013
- Première édition de l’extension Crimebox - paranormal en 2013[2]